# Seven Girlfriends
Seven Girlfriends è un film del 1999 diretto da Paul Lazarus.

## Trama
Un ragazzo decide di indagare sulla sua fallimentare vita sentimentale andando alla ricerca delle sue sette ex fidanzate.